# Herrad Schenk
Herrad Schenk (* 5. Januar 1948 in Detmold) ist eine deutsche Schriftstellerin und Sozialwissenschaftlerin.

## Leben und Familie
Zusammen mit vier Schwestern verlebte Herrad Schenk ihre Kindheit in Detmold und Düsseldorf. Ihre Mutter Hertha Schulz von der Marck veröffentlichte in den frühen 30er Jahren einen Roman, konnte aber in der Nachkriegszeit als Schriftstellerin nicht wieder Fuß fassen. Ihr Vater Walter Schenk (1911–1969) war während des Zweiten Weltkriegs in der Ukraine SD-Chef in Lemberg, heute Lwiw und später „Ostblockreferent“, beim „Büro für heimatvertriebene Ausländer“, später „Forschungsbüro Osteuropa“, das dem (BRD-)Außenministerium zuarbeitete. Das Leben und die Bedeutung des Vaters für die Familiengeschichte hat Herrad Schenk in mehreren Büchern thematisiert.
Herrad Schenk engagierte sich in der Frauenbewegung der 70er und 80er Jahre und lebte lange mit ihrem späteren Mann, dem Sozialwissenschaftler Werner Langenheder in einer Wohngemeinschaft in Bonn. Herrad Schenk ist verwitwet und hat Stiefkinder und -enkel.

## Ausbildung
Von 1954 bis 1958 besuchte sie in Heiligenkirchen und Düsseldorf die Volksschule und von 1958 bis 1966 ein Düsseldorfer neusprachliches Gymnasium. Nach dem Abitur absolvierte sie von 1967 bis 1972 ein wirtschafts- und sozialwissenschaftliches Studium an den Universitäten in Köln und York (England). 1975 promovierte sie mit einer Arbeit zur Gerontologie an der Universität Köln.

## Arbeit
Von 1972 bis 1980 war sie wissenschaftliche Assistentin am Institut für Sozialpsychologie der Universität Köln. Anschließend lebte sie als freie Schriftstellerin in Bonn; heute ist sie im badischen Pfaffenweiler ansässig.
Herrad Schenk verfasst neben sozialwissenschaftlichen Sachbüchern Romane, Erzählungen und Essays. Sie ist seit 1994 des PEN-Zentrums Deutschland.

## Auszeichnungen
Schenk erhielt 1979 den Förderpreis zum Georg-Mackensen-Literaturpreis, 1987 die Claassen-Rose sowie 1993 den Literaturpreis der Bonner Lese.

## Werke
- Die Kontinuität der Lebenssituation als Determinante erfolgreichen Alterns, Hanstein, Köln 1975, ISBN 3-7756-6285-5 (Zugleich Dissertation an der Universität Köln, Wirtschafts- und Sozialwissenschaftliche Fakultät, 1975).
- Abrechnung, Reinbek bei Hamburg 1979
- Geschlechtsrollenwandel und Sexismus, Weinheim [u. a.] 1979
- Die feministische Herausforderung, München 1980
- Unmöglich, ein Haus in der Gegenwart zu bauen, Darmstadt [u. a.] 1980
- Frauen kommen ohne Waffen, München 1983
- Die Unkündbarkeit der Verheißung, Düsseldorf 1984
- Wir leben zusammen, nicht allein, Köln 1984
- Die Rache der alten Mamsell, Düsseldorf 1986
- Freie Liebe, wilde Ehe, München 1987
- Raimunds Schwestern, Düsseldorf 1989
- Die Befreiung des weiblichen Begehrens, Köln 1991
- Am Ende, Köln 1994
- Wieviel Mutter braucht der Mensch?, Köln 1996
- Das Haus, das Glück und der Tod, München 1998
- Glück und Schicksal, München 2000
- Wie in einem uferlosen Strom. Das Leben meiner Eltern, Beck, München 2002, ISBN 3-406-49322-X.
- Der Altersangst-Komplex. Auf dem Weg zu einem neuen Selbstbewusstsein, Beck, München 2005, ISBN 978-3-406-53522-2.
- In der Badewanne, Kiepenheuer & Witsch, Köln 2007, ISBN 978-3-462-03776-0; 2008, ISBN 978-3-462-04025-8; 2011, ISBN 978-3-462-04274-0.
- Das Leben einsammeln. Olga A. – die Geschichte einer Messie, Belz, Weinheim 2009, ISBN 978-3-407-85885-6.
- Die Heilkraft des Schreibens: Wie man vom eigenen Leben erzählt, Beck, München 2009, ISBN 978-3-406-59210-2.
- Mamas Vermächtnis, Roman, Kiepenheuer & Witsch, Köln 2012, ISBN 978-3-462-04425-6.
- Für immer Schwestern, Roman, Insel, Berlin 2015, ISBN 978-3-458-36091-9
- Alle meine Kinder, Berlin 2916, ISBN 978-3-458-36162-6
- Die Frau von gegenüber, Berlin 2017, ISBN 978-3-458-36311-8
- In den Abgrund schauen. Wie Psychoanalyse ein Leben neu erzählt, BoD 2024 9-783758-37099

## Herausgeberschaft
- So nah und doch so fern, die Geschichten mit den Eltern, Rowohlt, Reinbek bei Hamburg 1985, ISBN 3-499-15670-9.
- Lebensläufe, ein Lesebuch, Beck, München 1992, ISBN 3-406-34072-5.
- Frauen und Sexualität, ein historisches Lesebuch, Beck, München 1995, ISBN 3-406-39224-5.
- Vom einfachen Leben. Glückssuche zwischen Überfluß und Askese, Beck, München 1997, ISBN 3-406-42883-5.